# Gare des Salines (Ajaccio)
Gare des Salines – przystanek kolejowy w Ajaccio, w departamencie Korsyka Południowa, w regionie Korsyka, we Francji.
Jest to przystanek Chemins de fer de la Corse (CFC), obsługiwany przez pociągi TER Corse.

## Położenie
Znajduje się na wysokości 4 m n.p.m., na wąskotorowej (1000 mm) linii Bastia – Ajaccio, pomiędzy stacjami Campo dell'Oro i Ajaccio.

## Linie kolejowe
- Bastia – Ajaccio